# Grand Prix Lwowa 1931
Grand Prix Lwowa 1931 – drugie Grand Prix Lwowa zorganizowane przez Małopolski Klub Automobilowy, wyścig odbył się na ulicach Lwowa.

## Wyniki wyścigu Grand Prix
| Pozycja           | Numer | Kierowca        | Samochód          | Okr. | Czas / Strata | Powód nieukończenia | Pozycja startowa |
| ----------------- | ----- | --------------- | ----------------- | ---- | ------------- | ------------------- | ---------------- |
| 1                 | ?     | Hans Stuck      | Mercedes-Benz SSK | 50   | 1:56,45       |                     | ?                |
| 2                 | ?     | Max Hardegg     | Bugatti T35       | 50   | 1:58,56       |                     | ?                |
| 3                 | ?     | Stanisław Hołuj | Bugatti T35       | 50   | 2:03,45       |                     | ?                |
| Niesklasyfikowani |       |                 |                   |      |               |                     |                  |
|                   | ?     | Hubert Sachael  | ?                 | ?    | ?             | wypadek             | ?                |
|                   | ?     | Jan Ripper      | ?                 | ?    | ?             | wypadek             | ?                |
|                   | ?     | Charly Jellen   | ?                 | ?    | ?             | wypadek             | ?                |